# USA's flag
USA's flag kaldes også Stars and Stripes eller Old Glory.
De 50 stjerner i Stars and Stripes står for antal stater, og de 13 striber repræsenterer de oprindelige kolonier, der blev de første stater.
Den første version af flaget blev lavet i 1777. Den version havde dog kun 13 stjerner for de 13 stater der var den gang. Den version vi kender i dag blev lavet i 1960.

## Flagets udvikling
Før Kongressen i 1777 besluttede at indføre stjernerne i kantonen, benyttedes flere flag, heriblandt Grand Union Flag (eller Continental Flag), som fremkom omkring 1775 som symbol på lokal selvbestemmelse. Siden 1818 er flaget kun blevet ændret på USA's uafhængighedsdag, den 4. juli. Nedenstående tabel viser de 28 almindelige fordelinger af stjernerne, typisk anvendt af United States Navy. Først med de 48 stjerner i 1912 blev der fastsat et officielt design for stjernernes placering, og flagets præcise farver blev først fastlagt i 1934.
| Antal stjerner | Antal striber | Design(s) | Stater repræsenteret af nye stjerner | I brug                           | Varighed |
| -------------- | ------------- | --------- | --- | -------------------------------- | -------- |
| 0              | 13            |           | N/A | 3. december 1775 – 14. juni 1777 | 1⁄2 år   |
| 13             | 13            |           | Delaware, Pennsylvania, New Jersey, Georgia, Connecticut, Massachusetts, Maryland, South Carolina, New Hampshire, Virginia, New York, North Carolina, Rhode Island | 14. juni 1777 – 1. maj 1795      | 18 år    |
| 15             | 15            |           | Vermont, Kentucky | 1. maj 1795 – 3. juli 1818       | 23 år    |
| 20             | 13            |           | Indiana, Louisiana, Mississippi, Ohio, Tennessee | 4. juli 1818 – 3. juli 1819      | 1 år     |
| 21             | 13            |           | Illinois | 4. juli 1819 – 3. juli 1820      | 1 år     |
| 23             | 13            |           | Alabama, Maine | 4. juli 1820 – 3. juli 1822      | 2 år     |
| 24             | 13            |           | Missouri | 4. juli 1822 – 3. juli 1836      | 14 år    |
| 25             | 13            |           | Arkansas | 4. juli 1836 – 3. juli 1837      | 1 år     |
| 26             | 13            |           | Michigan | 4. juli 1837 – 3. juli 1845      | 8 år     |
| 27             | 13            |           | Florida | 4. juli 1845 – 3. juli 1846      | 1 år     |
| 28             | 13            |           | Texas | 4. juli 1846 – 3. juli 1847      | 1 år     |
| 29             | 13            |           | Iowa | 4. juli 1847 – 3. juli 1848      | 1 år     |
| 30             | 13            |           | Wisconsin | 4. juli 1848 – 3. juli 1851      | 3 år     |
| 31             | 13            |           | California | 4. juli 1851 – 3. juli 1858      | 7 år     |
| 32             | 13            |           | Minnesota | 4. juli 1858 – 3. juli 1859      | 1 år     |
| 33             | 13            |           | Oregon | 4. juli 1859 – 3. juli 1861      | 2 år     |
| 34             | 13            |           | Kansas | 4. juli 1861 – 3. juli 1863      | 2 år     |
| 35             | 13            |           | West Virginia | 4. juli 1863 – 3. juli 1865      | 2 år     |
| 36             | 13            |           | Nevada | 4. juli 1865 – 3. juli 1867      | 2 år     |
| 37             | 13            |           | Nebraska | 4. juli 1867 – 3. juli 1877      | 10 år    |
| 38             | 13            |           | Colorado | 4. juli 1877 – 3. juli 1890      | 13 år    |
| 43             | 13            |           | Idaho, Montana, North Dakota, South Dakota, Washington | 4. juli 1890 – 3. juli 1891      | 1 år     |
| 44             | 13            |           | Wyoming | 4. juli 1891 – 3. juli 1896      | 5 år     |
| 45             | 13            |           | Utah | 4. juli 1896 – 3. juli 1908      | 12 år    |
| 46             | 13            |           | Oklahoma | 4. juli 1908 – 3. juli 1912      | 4 år     |
| 48             | 13            |           | Arizona, New Mexico | 4. juli 1912 – 3. juli 1959      | 47 år    |
| 49             | 13            |           | Alaska | 4. juli 1959 – 3. juli 1960      | 1 år     |
| 50             | 13            |           | Hawaii | 4. juli 1960 – nu                | 64 år    |